# اگیردا
اگیردا (به لاتین: Agirda) یک منطقهٔ مسکونی در قبرس است که در de jure Kyrenia District واقع شده‌است.